# 中山路 (福州)
中山路是位于福州市鼓楼区鼓东街道的一条南北走向的道路，曾称为贡院前。南起湖东路，北至冶山路。

## 历史
唐代为马球场遗址。
明代、清代，福州贡院便设置在此。

## 交汇道路（由南到北）
- 湖东路
- 冶山路